# Einmuß
Einmuß ist ein Gemeindeteil der Gemeinde Saal an der Donau und eine Gemarkung im niederbayerischen Landkreis Kelheim. Bis 1972 bestand die Gemeinde Einmuß.

## Lage
Das Kirchdorf Einmuß liegt in der Hallertau etwa vier Kilometer südlich von Saal und etwa ebensoweit westlich von Hausen.
Die Gemarkung Einmuß liegt vollständig auf dem Gebiet der Gemeinde Saal an der Donau. Sie hat eine Fläche von 339,1 Hektar und liegt im Südosten des Gemeindegebiets. Auf ihr liegen die Gemeindeteile Einmuß, Kleinberghofen, Kleingiersdorf, Oberschambach und Unterschambach der Gemeinde Saal.

## Geschichte
Friedrich II. von Wittelsbach, der Bruder des Pfalzgrafen und späteren bayerischen Herzogs Otto von Wittelsbach, vermachte in seinem Testament anlässlich einer Wallfahrt nach Jerusalem 1167 unter anderem das Landgut in Muß dem Propst Ernest durch die Hand Alberts von Schierling.
Die im 19. Jahrhundert gebildete Gemeinde Einmuß gehörte zu Landgerichtsbezirk Kelheim, dann zum Bezirksamt Kelheim und zuletzt zum Landkreis Kelheim. 1938 wurde die Gemeinde Schambach nach Einmuß eingemeindet. Im Zuge der Gebietsreform in Bayern wurde am 1. Juli 1972 die Gemeinde Einmuß in die Gemeinde Saal an der Donau eingegliedert. Die Gemeinde Einmuß hatte zuletzt die fünf Gemeindeteile Einmuß, Kleinberghofen, Kleingiersdorf, Oberschambach, Unterschambach und eine Gemeindefläche von 1062,84 Hektar.

## Sehenswürdigkeiten
- Expositurkirche Maria Immaculata. Die Anfänge der gotischen Chorturmanlage reichen in die Zeit um 1300 zurück. 1650 wurde der eingefallene Turm neu errichtet. Im Zuge einer 1719 begonnenen Generalüberholung wurde vor allem im Langhaus eine neue Stuckdecke aufgebracht. 1842 wurde die Kirche in westlicher Richtung verlängert. 1882 erhielt der Kirchturm als Abdeckung seine jetzige Turmzwiebel. 1923 wurde die Kirche erneut nach Westen hin erweitert.
- Viereckschanze Einmuß

## Vereine
- Bay. Bauernverband Einmuß
- Freiwillige Feuerwehr Einmuß
- Frauenbund Einmuß-Schambach
- Gartenbauverein Einmuß-Schambach
- KLJB Einmuß-Schambach
- Kriegerverein Einmuß
- Freischütz Einmuß e. V.